# Luigi Ventura
Luigi Ventura (Borgosatollo, 9 de dezembro de 1944) é um arcebispo católico italiano, Núncio Apostólico emérito da França.

## Biografia
Ventura nasceu em 1944, em Borgosatollo, Itália. Foi ordenado presbítero em 14 de junho de 1969, aos 25 anos de idade, para a Diocese de Bréscia. Foi chamado para trabalhar no serviço diplomático da Santa Sé em 1978. Frequentou a Pontifícia Academia Eclesiástica. É doutor em letras e possui licenciatura em direito canônico. Serviu no Brasil, na Bolívia e no Reino Unido, até 1984.
Em seguida, atuou na Seção para as Relações com os Estados na Secretaria de Estado do Vaticano até 1995. O Papa João Paulo II o nomeou arcebispo titular de Equilium em 25 de março de 1995, e núncio apostólico para a Costa do Marfim, Burkina Faso e Níger. Foi sagrado em 29 de abril de 1995, pelo cardeal secretário de Estado Dom Angelo Sodano. Em 1999, foi nomeado núncio apostólico para o Chile, servindo lá até 2001, quando o Papa o transferiu para o Canadá.
O Papa Bento XVI o nomeou núncio para a França em 22 de setembro de 2009, substituindo Dom Fortunato Baldelli, que havia sido nomeado como penitenciário-mor da Penitenciária Apostólica.
Ele fala italiano, francês, espanhol e inglês.